# Замок Мессерін

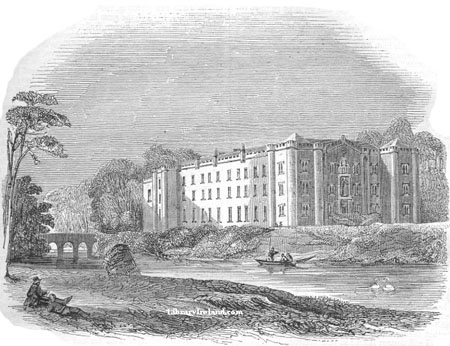
Замок Мессерін — малюнок XVIII ст.

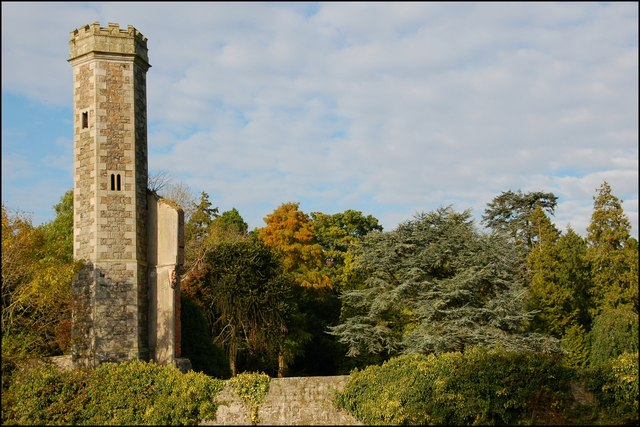
«Італійська башта» замку Мессерін (1887).

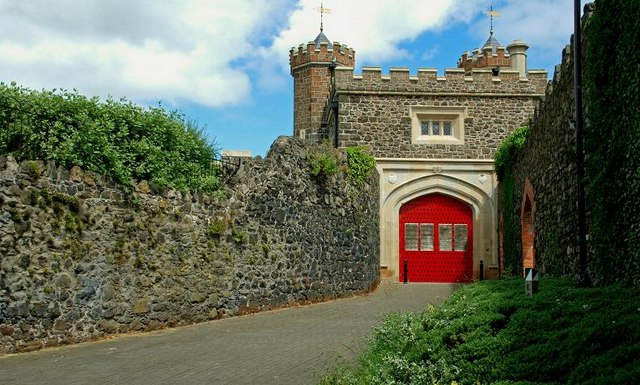
Ворота Барбікан.

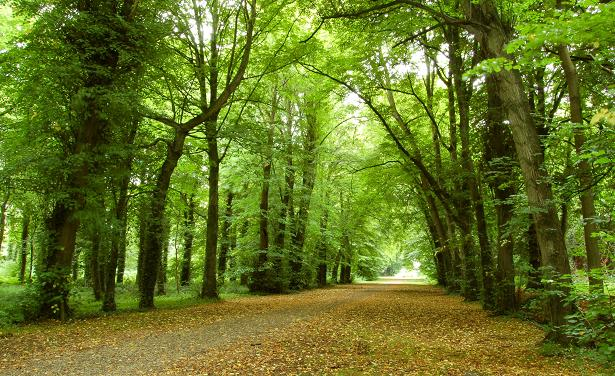
Сад замку Мессерін

Замок Мессерін (англ. Antrim Castle, Massereene Castle) — замок Антрім — один із замків Ірландії, розташований в графстві Антрім, на березі річки Сіксмілвотер. Замок був побудований в кілька етапів з 1613 до 1662 року. Замок був зруйнований в результаті пожежі в 1922 році і остаточно розібраний в 1970-і роки. Єдиним свідченням замку є залишки фундаменту, а також так звана «Італійська вежа», що була побудована в 1887 році. Біля замку є парк і сади, місце є популярною туристичною пам'яткою графства Антрім.

## Історія замку Мессерін
Замок Мессерін був побудований у 1613 році англійським поселенцем сером Х'ю Клотворті. Замок перебудував і значно розширив у 1662 році його син — Джон Клотворті — І віконт Мессерін. Після його смерті замок успадкувала його дочка — Мері Клотворті. Вона одружилась з сером Джоном Скеффінгтоном — IV баронетом Скеффінгтон. Маєток і титул віконтів Мессерін перейшли до іншого роду. Замок був відреставрований у 1813 році.
У 1680 році замок був суттєво ушкоджений під час якобінських війн в Ірландії. На замок здійснили напад загони генерала Річарда Гамільтона, що розграбували скарби віконтів Мессерін і майно замку. Шкоду від нападу оцінили в £ 3000, що в ті часи було величезною сумою.
Деякий час замок використовувався для зібрань політичних партій та груп. У 1806 його високоповажність Джон Фостер — останній спікер Ірландського парламенту відвідував замок і зупинявся в Дубовому залі.
Під час великого балу 28 жовтня 1922 року замок загорівся і був знищений вогнем. Хоча багато доказів вказують на підпал замку бойовиками ІРА, офіційний вердикт не остаточний, таким чином, страхове відшкодування не було виплачено. Замок залишався в руїнах до його знесення в 1970 році.

## Особливості архітектури
Замок Мессерін був відновлений в 1813 році, як триповерховий особняк частково в псевдоготичному стилі, частково в георгієвському стилі. Нову будову замку спроектував архітектор з Дубліна Джон Боуден. Було відновлення оригінальні ворота і двері замку, де були зображені геральдика та портрет короля Англії Карла І. Замок мав башти на кутах з тесаного каменю. Було додано елементи на парадному входу в 1887 році, коли замок був додатково розширений. Був також сад XVII століття, унікальний в Ольстері. Крім саду були довгі канали Т-подібної форми. Були господарські будівлі часів реставрації монархії побудовані з брил базальту та піщаника. Вони були частково відреставровані в 1840 році. Головні ворота до вотчини мали восьмикутні башточки. Один із блоків замку пізніше був перебудований для проживання родини господарів і перейменований на Клотворті-хаус. Цей будинок придбала міська рада Антріму та переобладнала його на центр мистецтв у 1992 році.
Сади були теж відреставровані — цим питанням займалася міська рада Антріму за підтримки Фонду спадщини Лоттері. Парк і сад замку Мессерін виграв премію Блум у 2012 році.

## Привиди замку Мессерін
У замку служила молода місцева дівчина — Етель Гілліган. Вона була врятована під час підпалу замку місцевим жителем за допомогою драбини, яку підставили до вікна. Але Етель Гілліган потім померла від того, що надихалась токсичного диму. Через кілька років її привид помітили в саду замку і серед руїн замку до їх знесення. Місцеві жителі називають цей привид «Біла дама». У графстві Антрім працює група вивчення паранормальних явищ — «CAPRA» (Графства Антрім асоціація досліджень паранормальних явищ). Заснована асоціація в 2007 році, це є добровільними група, створена для розслідування випадків паранормальной активності. Вони також є членами ІПА (Ірландський паранормальний альянс).